# شصت‌عروسان
گُل شَصت‌عَروسان یا استاتیس یا لیمونیوم گیاهی شورپسند و گلدار است دارای حدود ۱۲۰ گونه.
از این جنس در ایران ۱۴ گونه علفی چندساله رشد می‌کند.
این گل از تیره بهمنیان (کلاه میرحسن، Plumbaginaceae) است.